# Володін Володимир Сергійович
Воло́дін (Івано́в) Володи́мир Сергі́йович (нар. 8 (20) липня 1891 — пом. 13 лютого 1958) — радянський актор театру і кіно, народний артист РРФСР (1947).

## Біографія
Народився 8 липня 1891 року в місті Москва. У 14-річному віці почав виступати в цирку. Згодом перейшов до театру бутафором.
Навчався в театральній школі І. Р. Пельтцера. Після навчання виступав у трупі театру-кабаре «Кажан».
У 1927 році В. Володін став одним із засновників Московського театру оперети. Він грав у першій радянській опереті «Женихи» Ісаака Дунаєвського.
З 1929 по 1958 роки — актор Московського академічного театру оперетти.
Помер 27 березня 1958 року. Похований на Новодівочому цвинтарі в Москві.

## Ролі в кіно
- 1936 — Цирк — директор цирку Людвиг Осипович
- 1938 — Волга-Волга — старий лоцман
- 1940 — Світлий шлях — комендант Талдикін
- 1941 — Патріотка (новела в к/а «Бойовий кінозбірник N4»)
- 1946 — Перша рукавичка — тренер Іван Васильович Привалов
- 1949 — Кубанські козаки — завгосп Антон Петрович Мудрецов
- 1954 — Чемпіон світу — Іван Васильович
- 1956 — Шалений день — швейцар Пилип Максимович
- 1956 — Дорогоцінний подарунок — Карпо Трохимович Сидоренко
- 1957 — Нові походження кота у чоботях — зеленщик
- 1963 — Мелодії Дунаєвського

## Нагороди
- Орден Трудового Червоного Прапора (1950);
- Сталінська премія 2-го ступеня (1951) — за виконання ролі завгоспа Мудрецова у фільмі «Кубанські козаки»;
- Народний артист РРФСР (1947).